# Joaquim Filba Pascual
Joaquim Filba Pascual o Filbà (Sant Antoni de Vilamajor, 1 de gener de 1923 - Sant Antoni de Vilamajor, 15 d'agost de 2012) va ser un ciclista català que fou professional entre 1945 i 1955. La seva victòria més important fou la Volta a Llevant de 1949.

## Palmarès
- 1948
  - 1r al Circuit Ribera Jalon
- 1949
  - 1r a la Volta a Llevant
  - 1r al Campionat de Barcelona
  - Vencedor del Gran Premi de la Muntanya de la Volta a Catalunya
- 1950
  - Vencedor de dues etapes al Gran Premi de Catalunya

### Resultats a la Volta a Espanya
- 1947. Abandona
- 1955. 45è de la classificació general